# Джердап (национальный парк)
Дже́рдап — национальный парк в восточной части Сербии, на границе с Румынией. Общая площадь национального парка 63608 га, а вместе с защитной зоной — 93968 га. Главный природный феномен этой территории — грандиозное Джердапское ущелье, через которое протекает река Дунай.

## Географическое положение
Парк протянулся на примерно 100 км вдоль правого берега реки Дунай, от Голубаца до Кладово, относительно узкой полосой шириной от 2 до 8 км. Расположен в Браничевском и Борском округах.

## Природа

### Рельеф
Парк находится в гористой местности, с перепадами высот от 50 до 800 метров над уровнем моря.

### Флора и фауна
Флора парка характеризуется не только разнообразием и богатством, но и большим числом реликтовых видов растений. Здесь произрастает более 1100 видов растений.
Здесь обитают медведи, рыси, волки, шакалы, орлан-белохвост, филины, чёрные аисты и многие другие виды животных.

## Исторические памятники
На территории парка находятся различные археологические находки и культурно-исторические памятники:
1. стоянка мезолитических охотников Лепенски-Вир;
2. античный Мост Траяна;
3. средневековая Голубацкая крепость.